# Parc Nacional de Rokua
El Parc Nacional de Rokua és el parc nacional més petit de Finlàndia, situat a la regió d'Ostrobòtnia del Nord. L'estació de tren més a prop és Utajärvi. En aquesta àrea creixen pinedes sobre sòl sorrenc i liquens que arriben als 12 cm d'alt. El parc conté tot de formacions geològiques que són resultat de l'acció de les glaceres, com drumlins, eskers, kettles, morrenes terminals etc.